# Karpî, Iavoriv
Karpî (în ucraineană Карпи) este un sat în comuna Smolîn din raionul Iavoriv, regiunea Liov, Ucraina.

## Demografie
Componența lingvistică a localității Karpî
     Ucraineană (100%)
Conform recensământului din 2001, toată populația localității Karpî era vorbitoare de ucraineană (100%).